# 8504-es mellékút (Magyarország)
A 8504-es számú mellékút egy közel 6 kilométer hosszú, négy számjegyű mellékút Győr-Moson-Sopron vármegye területén. Mosonszentmiklós községet köti össze északi irányban az 1-es főúttal és az útjába eső kisebb lakott helyekkel.

## Nyomvonala
Lébény és Mosonszentmiklós közigazgatási határán ágazik ki az 1-es főútból, annak a 146+900-as kilométerszelvénye közelében. Kezdeti szakaszának több irányváltása ellenére a fő iránya nagyjából déli, így húzódik a két település határvonalát követve. 1,4 kilométer után elhalad Mosonszentmiklós Mosonújhely nevű településrészének nyugati széle mellett, majd a 2. kilométere táján találkozik a 8417-es úttal. Egy rövid, kevesebb, mint 200 méteres távon közös szakaszon húzódnak – együtt keresztezik a Budapest–Hegyeshalom–Rajka-vasútvonal vágányait is –, majd kettéválnak, s a 8504-es délkelet felé folytatódik, immár teljesen mosonszentmiklósi szakaszon.
Átszeli Gyártelep községrészt, elhalad Lébény-Mosonszentmiklós vasútállomás térségének nyugati széle mellett, majd nem sokkal azután kilép a lakott területekről. Bő 4 kilométer megtétele után keresztezi – felüljáróval, csomópont nélkül – az M1-es autópálya nyomvonalát, kevéssel annak 141. kilométere előtt, az 5. kilométerétől pedig már Mosonszentmiklós központjának belterületei között folytatódik, Vasút utca, majd Kossuth utca néven. Ott is ér véget, beletorkollva a 8501-es útba, annak a 4+750-es kilométerszelvénye táján.
Teljes hossza, az országos közutak térképes nyilvántartását szolgáló kira.gov.hu adatbázisa szerint 5,827 kilométer.

## Települések az út mentén
- Lébény
- Mosonszentmiklós